# Oskar Winterhelt
Oskar Winterhelt (* 1. Dezember 1873 in Miltenberg; † 7. April 1958) war ein deutscher Architekt, Heimatforscher und Sammler.
Er war der älteste Sohn von Caspar Winterhelt (* 17. März 1842) und dessen Ehefrau Josefa Winterhelt geb. Reichert.
Winterhelt besuchte die Volksschule in Miltenberg und das Gymnasium in Würzburg. Anschließend machte er eine Steinmetzlehre in Berlin (u. a. Mitarbeit am Aufbau des Pergamonaltars) und besuchte die Bauschule Nürnberg, die Technische Hochschule Stuttgart und die École polytechnique in Paris. Von 1897 bis 1907 war er im väterlichen Steinmetz- und Baubetrieb C. Winterhelt in Miltenberg tätig. Danach lebte er als Privatgelehrter und Sammler und beschäftigte sich mit der Geschichte und Architektur von Miltenberg und Umgebung. Dabei trug er eine bedeutende Sammlung zusammen, u. a. von Werken des Malers Philipp Wirth. Ihm gelang 1912 die Entdeckung des römischen Kastells Miltenberg-Ost, das er im Rahmen der Arbeiten für die Reichs-Limeskommission auch teilweise ergrub. Bereits 1936 erwarb das Aschaffenburger Museum Teile seiner Sammlung, weitere Teile gelangten nach seinem Tod aus seinem Nachlass dorthin. Teile seiner Sammlung verlor er während des Zweiten Weltkriegs in Berlin und Miltenberg.

## Schriften
- Nr 38a. Das Kastell Miltenberg-Ost. In: Ernst Fabricius, Felix Hettner, Oscar von Sarwey (Hrsg.): Der obergermanisch-raetische Limes des Roemerreiches. Abteilung  A, Band 4. Strecken 7 bis 9. Petters, Heidelberg / Berlin / Leipzig 1931.